# 데시 슬라바
데시 슬라바(불가리아어: Десислава, 영어: Desi Slava, 1979년 3월 7일 ~ )는 불가리아의 가수이다. 데스 (DESS)라고도 불린다.